# Poco mossi gli altri bacini
Poco mossi gli altri bacini è un album della Piccola Orchestra Avion Travel del 2003. È prodotto in collaborazione con il produttore Pasquale Minieri ed è l'ultimo album del gruppo con tutta la sua formazione originale. Per la promozione è stato realizzato un videoclip per il brano cantato con Elisa Vivere forte, dipinto e animato da Giuseppe Ragazzini, artista che tornerà a collaborare con gli Avion anche per l'album successivo. Nel disco è presente una canzone in napoletano (E mo) ed una in francese (Le Style de Ma Memoire); è inoltre presente la cover di un vecchio singolo di Caterina Caselli, con la sua stessa partecipazione: Insieme a te non ci sto più. La canzone Piccolo tormento è stata inclusa nella colonna sonora del film La felicità non costa niente.

## Tracce
1. Ancora ci penso – 3:32
2. Vivere forte (feat. Elisa) – 4:07
3. Banda casertana – 4:07
4. E mo – 4:26
5. Sogno biondo – 3:41
6. Per come ti amo – 4:10
7. Cosa ti fa più paura – 3:18
8. Avrei bisogno d'amore – 4:15
9. Piccolo tormento – 3:24
10. Le Style de Ma Mémoire – 2:17
11. Insieme a te non ci sto più (feat. Caterina Caselli) – 3:54

## Classifiche
| Classifica (2003) | Posizione massima |
| ----------------- | ----------------- |
| Italia            | 15                |